# FDJ-Pokal der Jugend 1982
Der FDJ-Pokal der Jugend 1982 war die 31. Auflage des höchsten Fußball-Pokalwettbewerbs der Altersklasse 14/15 auf dem Gebiet der DDR, der vom DFV durchgeführt wurde. Er begann am 25. April 1982 mit der Vorrunde und endete am 19. Juni 1982 mit dem Sieg der BSG Stahl Riesa (Pokalsieger 1979), die im Finale gegen den Pokalverteidiger Post Neubrandenburg gewannen.

## Teilnehmende Mannschaften
Am FDJ-Pokal der Jugend für die Altersklasse (AK) 14/15 nahmen die Pokalsieger der 15 Bezirke auf dem Gebiet der DDR und der Titelverteidiger teil, wobei die Mannschaften der Jugendliga nicht teilnahmeberechtigt waren. Spielberechtigt waren Spieler bis zum 15. Lebensjahr (Stichtag: 1. Juni 1966).
Für den FDJ-Pokal qualifizierten sich der Titelverteidiger und folgende fünfzehn Bezirkspokalsieger bzw. dessen Vertreter:
| - Bezirk Rostock BSG Motor Rostock - Bezirk Schwerin BSG Motor Schwerin - Bezirk Neubrandenburg BSG Lokomotive Anklam BSG Post Neubrandenburg (TV) - Bezirk Potsdam BSG Stahl Brandenburg - Ost-Berlin BSG EAB 47 Berlin (TV) – Titelverteidiger | - Bezirk Frankfurt (Oder) BSG Halbleiterwerk Frankfurt/O. - Bezirk Magdeburg BSG Lokomotive Stendal - Bezirk Halle BSG Motor Quedlinburg - Bezirk Leipzig BSG Chemie Leipzig - Bezirk Cottbus BSG Aktivist Schwarze Pumpe | - Bezirk Dresden BSG Stahl Riesa - Bezirk Karl-Marx-Stadt BSG Sachsenring Zwickau - Bezirk Erfurt BSG Motor Nordhausen - Bezirk Gera BSG Chemie Jena - Bezirk Suhl BSG Motor Suhl |

## Modus
Der Pokalwettbewerb wurde wie im Vorjahr von der Vorrunde bis zum Finale im K.-o.-System durchgeführt. Die Vorrunde sowie das Viertelfinale wurden nach möglichst territorialen Gesichtspunkten ausgelost und in Hin- und Rückspielen entschieden. Ab dem Halbfinale wurde jeweils vor einem Aufstiegsspiel zur DDR-Oberliga auf neutralen Platz gespielt.

## Vorrunde
| Datum                      |                             | Gesamt    |                                 | Hinspiel | Rückspiel |
| -------------------------- | --------------------------- | --------- | ------------------------------- | -------- | --------- |
| So 08. Mai 0/ So 15. Mai   | BSG Lokomotive Anklam       | 0:7       | BSG Motor Rostock               | 0:3      | 0:4       |
| So 02. Mai 0/ So 08. Mai   | BSG Motor Schwerin          | 2:3       | BSG Post Neubrandenburg         | 1:1      | 1:2       |
| So 02. Mai 0/ So 08. Mai   | BSG Lokomotive Stendal      | 3:7       | BSG Stahl Brandenburg           | 0:3      | 3:4       |
| So 02. Mai 0/ So 08. Mai   | BSG EAB 47 Berlin           | 6:5       | BSG Halbleiterwerk Frankfurt/O. | 3:2      | 3:3       |
| So 02. Mai 0/ So 08. Mai   | BSG Aktivist Schwarze Pumpe | 3:6       | BSG Stahl Riesa                 | 2:2      | 1:4       |
| So 02. Mai 0/ So 08. Mai   | BSG Sachsenring Zwickau     | 8:2       | BSG Chemie Jena                 | 2:1      | 6:1       |
| So 25. April / So 08. Mai  | BSG Chemie Leipzig          | 10:10     | BSG Motor Quedlinburg           | 4:0      | 6:1       |
| So 25. April / Di 011. Mai | BSG Motor Nordhausen        | (A)3:3(A) | BSG Motor Suhl                  | 2:2      | 1:1       |

## Viertelfinale
| Datum                   |                         | Gesamt    |                    | Hinspiel | Rückspiel |
| ----------------------- | ----------------------- | --------- | ------------------ | -------- | --------- |
| So 23. Mai / Sa 29. Mai | BSG Post Neubrandenburg | 10:30     | BSG Motor Rostock  | 7:1      | 3:2       |
| So 23. Mai / Sa 29. Mai | BSG Stahl Brandenburg   | (A)1:1(A) | BSG Chemie Leipzig | 0:0      | 1:1       |
| So 23. Mai / Sa 29. Mai | BSG EAB 47 Berlin       | 4:7       | BSG Stahl Riesa    | 2:1      | 2:6       |
| So 23. Mai / Sa 29. Mai | BSG Sachsenring Zwickau | 12:50     | BSG Motor Suhl     | 8:2      | 4:3       |

## Halbfinale
Die Partien fanden vor den Aufstiegsspielen zur DDR-Oberliga BSG Stahl Riesa – 1. FC Union Berlin im Riesaer Ernst-Grube-Stadion und vor ASG Vorwärts Stralsund – BSG Stahl Riesa im Stralsunder Stadion der Freundschaft statt.
| Datum                  |                         | Ergebnis |                         | Spielort  |
| ---------------------- | ----------------------- | -------- | ----------------------- | --------- |
| Sa 05. Juni, 13:00 Uhr | BSG Stahl Riesa         | 3:0      | BSG Sachsenring Zwickau | Riesa     |
| Sa 12. Juni, 13:00 Uhr | BSG Post Neubrandenburg | 3:1      | BSG Stahl Brandenburg   | Stralsund |

## Finale
Das Finale fand als Vorspiel der Aufstiegspartie zur DDR-Oberliga BSG Chemie Böhlen – ASG Vorwärts Stralsund statt.
| Paarung                 | BSG Stahl Riesa – BSG Post Neubrandenburg |
| Ergebnis                | 1:0 (0:0) |
| Datum                   | Samstag, 19. Juni 1982 um 12:45 Uhr |
| Stadion                 | Stadion an der Jahnbaude, Böhlen |
| Zuschauer               | 500 zur Halbzeit und 4.000 am Ende der Partie |
| Schiedsrichter          | Thomas Eßbach (Leipzig) |
| Tore                    | 1:0 Umlauf (75.) |
| BSG Stahl Riesa         | Holk Nitsche – Arne Völkert – Thomas Petzold, Jörg Böhme, Heiko Schlittig – Silvio Werschnick, Thomas Kupper, Thomas Umlauf – Uwe Droszez, Torsten Roigk, Andreas Sowade Cheftrainer: Eberhard Schramm / Stephan Maes |
| BSG Post Neubrandenburg | Ulf Graef – Jens Deichen – Drenckow, Frank Stock (49. Dirk Epcke), Penz – Rosenow, Wölk, Marco Zallmann – Scholz, Torsten Kitzelmann, Torsten Elsner Cheftrainer: Dieter Elsner / Wolfgang Gumzow                     |